# RuPaul's Drag Race All Stars (prima edizione)
La prima edizione di RuPaul's Drag Race All Stars è andata in onda negli Stati Uniti a partire dal 22 ottobre 2012 sulla rete televisiva Logo TV. In Italia questa edizione è stata trasmessa su Fox Life. Il cast è stato annunciato il 6 agosto 2012. Dodici drag queen provenienti dalle prime quattro edizioni del programma, si sono sfidate per entrare nella Drag Race Hall of Fame. La canzone usata come sottofondo durante le sfilate è stata Sexy Drag Queen mentre per i titoli di coda è stata usata Responsitrannity, entrambe in versione remix e inserite nell'album Glamazon di RuPaul.
Durante la prima puntata vennero spiegate le regole valide per questa edizione: le concorrenti sarebbero state divise in coppie, fino all’ultima puntata, in cui ogni concorrente sarebbe stata giudicata singolarmente. La formazione delle singole coppie viene decisa dalle stesse concorrenti tramite un gioco subito dopo l'ingresso nella prima puntata. Ogni episodio vede la vittoria di una coppia e l’eliminazione di un’altra. Nel caso in cui la squadra figurasse fra le peggiori della puntata, i membri della singola squadra avrebbero deciso chi delle due concorrenti si sarebbe esibita in playback. In caso di difficoltà, nel primo minuto di esibizione, l'altra componente della squadra avrebbe potuto premere il "bottone di emergenza" e avrebbe sostituito la partner.
RuPaul dedicò la prima puntata dello show a Sahara Davenport, concorrente nella seconda edizione di RuPaul's Drag Race deceduta pochi mesi prima a causa di un attacco cardiaco.
Chad Michaels, vincitrice di questa prima edizione ricevette come premio 100000 $, una fornitura a vita di cosmetici della M.A.C Cosmetics, una vacanza fornita da ALandCHUCK.travel e una corona di Fierce Drag Jewels. La proclamazione della vincitrice viene effettuata, come avveniva precedentemente alla quarta edizione, in studio direttamente nell'ultima puntata.
Latrice Royale e Manila Luzon, riprenderanno parte alla quarta edizione di RuPaul's Drag Race All Stars, segnando la prima volta in cui delle concorrenti di una stagione All Stars ritornano a partecipare in un'altra edizione All Stars. Manila si posiziona sesta e Latrice finisce al quinto posto. Successivamente Alexis Mateo e Jujubee, riprenderanno parte alla quinta edizione di RuPaul's Drag Race All Stars. La prima si posiziona quinta, mentre l’ultima arriva in finale. Nel 2021, anche Pandora Boxx e Yara Sofia torneranno a competere nella sesta edizione All Stars. Yara Sofia si classifica decima nonostante la vittoria nel primo episodio, mentre Pandora Boxx si classifica sesta. Shannel tornerà poi a competere nella nona edizione di RuPaul's Drag Race All Stars, mentre Alexis Mateo parteciperà nuovamente alla seconda edizione di Canada's Drag Race: Canada vs the World.

## Concorrenti
Le dodici concorrenti che hanno partecipato al reality show sono state:
| Concorrente    | Vero nome            | Età | Città                      | Edizione Originale | Posizionamento Edizione Originale | Posizionamento |
| -------------- | -------------------- | --- | -------------------------- | ------------------ | --------------------------------- | -------------- |
| Chad Michaels  | Chad Michaels        | 41  | San Diego – California     | 4ª edizione        | Finalista                         | Vincitore      |
| Raven          | David Petruschin     | 33  | Riverside – California     | 2ª edizione        | 2º posto                          | 2º posto       |
| Jujubee        | Airline Inthyrath    | 28  | Boston – Massachusetts     | 2ª edizione        | 3º posto                          | 3º/4º posto    |
| Shannel        | Bryan Watkins        | 32  | Las Vegas – Nevada         | 1ª edizione        | 4º posto                          | 3º/4º posto    |
| Alexis Mateo   | Alexis Mateo Pacheco | 32  | Saint Petersburg – Florida | 3ª edizione        | 3º posto                          | 5º/6º posto    |
| Yara Sofia     | Gabriel Burgos Ortiz | 28  | Manatí – Porto Rico        | 3ª edizione        | 4º posto/Miss Simpatia            | 5º/6º posto    |
| Manila Luzon   | Karl Westerberg      | 30  | New York – New York        | 3ª edizione        | 2º posto                          | 7º/8º posto    |
| Latrice Royale | Timothy Wilcots      | 40  | South Beach – Florida      | 4ª edizione        | 4º posto/Miss Simpatia            | 7º/8º posto    |
| Nina Flowers   | Jorge Flores         | 37  | Bayamón – Porto Rico       | 1ª edizione        | 2º posto/Miss Simpatia            | 9º/10º posto   |
| Tammie Brown   | Keith Glen Schubert  | 32  | Long Beach – California    | 1ª edizione        | 8º posto                          | 9º/10º posto   |
| Mimi Imfurst   | Braden Chapman       | 29  | New York – New York        | 3ª edizione        | 11º posto                         | 11º/12º posto  |
| Pandora Boxx   | Michael Steck        | 40  | Rochester – New York       | 2ª edizione        | 5º posto/Miss Simpatia            | 11º/12º posto  |

### Squadre
Le dodici concorrenti sono state divise in sei squadre, i cui nomi erano una fusione dei loro nomi da drag queen. Le squadre sono state:
| Nome squadra  | Concorrente 1 | Concorrente 2  |
| ------------- | ------------- | -------------- |
| Shad          | Chad Michaels | Shannel        |
| Rujubee       | Raven         | Jujubee        |
| Yarlexis      | Yara Sofia    | Alexis Mateo   |
| Latrila       | Manila Luzon  | Latrice Royale |
| Brown Flowers | Tammie Brown  | Nina Flowers   |
| Mandora       | Mimi Imfurst  | Pandora Boxx   |

## Tabella eliminazioni
| Ordine | Episodi       | Episodi       | Episodi  | Episodi  | Episodi | Episodi       | Episodi |
| Ordine | 1             | 2             | 3        | 4        | 5       | 6             |         |
| ------ | ------------- | ------------- | -------- | -------- | ------- | ------------- | ------- |
| 1      | Latrila       | Yarlexis      | Shad     | Shad     | Shad    | Chad Michaels |         |
| 2      | Rujubee       | Shad          | Yarlexis | Rujubee  | Rujubee | Raven         |         |
| 3      | Brown Flowers | Rujubee       | Rujubee  | Yarlexis |         | Jujubee       |         |
| 4      | Yarlexis      | Latrila       | Latrila  |          |         | Shannel       |         |
| 5      | Shad          | Brown Flowers |          |          |         |               |         |
| 6      | Mandora       |               |          |          |         |               |         |

Legenda:
     La concorrente ha vinto la gara
     La concorrente si è piazzata al secondo posto
     La concorrente è arrivata in finale, ma è stata eliminata
     La squadra ha vinto la puntata
     La squadra figura tra le prime ma non ha vinto la puntata
     La squadra è salva e accede alla puntata successiva (l'ordine di chiamata è casuale)
     La squadra figura tra le ultime ma non è a rischio eliminazione
     La squadra figura tra le ultime due ed è a rischio eliminazione
     La squadra è stata eliminata

## Giudici
- RuPaul
- Santino Rice
- Michelle Visage

### Giudici ospiti
- Janice Dickinson
- Beth Ditto
- Rachel Dratch
- Elvira
- Rachel Hunter
- Vicki Lawrence
- Ross Mathews
- Wendi McLendon-Covey
- Cheri Oteri
- Rosie Perez
- Busy Philipps
- Mary Wilson

## Riassunto episodi

### Episodio 1 -It Takes Two
L'episodio si apre con l'ingresso principale di Pandora Boxx e l'ingresso finale di Tammie Brown. L'ingresso di RuPaul all'interno della sala porta una rivelazione: in questa edizione le concorrenti non competeranno individualmente ma saranno divise in sei coppie: le peggiori della puntata avrebbero partecipato al playback finale, scegliendo una sola componente per ciascuno (in seguito verrà rivelata la possibilità di fare un solo scambio d'emergenza tra componenti dello stesso team). Le coppie sono formate tramite match: due concorrenti che si scelgono a vicenda (pescando in una scatola con le foto di ciascuna) vengono abbinate. Al primo turno si scelgono Raven e Jujubee, formando il team Rujubee, Chad Michaels e Shannel, formando il team Shad, ed, infine, Nina Flowers e Tammie Brown, formando il team Brown Flowers; al secondo turno Latrice Royale e Manila Luzon, formando il team Latrila, Alexis Mateo e Yara Sofia, formando il team Yarlexis, e infine, visto che erano rimaste da sole senza essersi scelte, Mimi Imfurst e Pandora Boxx, formando il team Mandora.
Il tema per la sfilata è l'"unione", e i giudici speciali sono Rachel Hunter e Ross Mathews.
- La sfida principale: le concorrenti dovranno posare per delle foto impersonando l'opposto dell'altra. Il team Shad e il team Mandora sono i peggiori della puntata, mentre il team Latrila vince la sfida.
- L'eliminazione: RuPaul annuncia che in questa stagione si potrà usare un pulsante durante il playback per fermare lo spettacolo ed entrare al posto della compagna, ma solo e soltanto una volta nell'intera stagione. Il team Shad e il team Mandora vengono chiamate ad esibirsi con la canzone Opposites Attract di Paula Abdul. Il team Shad si salva mentre il team Mandora viene eliminato dalla competizione.

### Episodio 2 -RuPaul's Gaff-In
I giudici ospiti della puntata sono Busy Philipps e Vicki Lawrence. Per la sfilata il tema è un look glam in stile anni '60.
- La mini sfida: le concorrenti giocano a In Da Butt Ru: ogni coppia cerca di rispondere a domande sulle compagne di squadra, e chi sarà più in sintonia con la propria partner vince. Vince la mini sfida il team Rujubee, che come premio riceve una torta in faccia.
- La sfida principale: le concorrenti devono scrivere, dirigere ed interpretare uno sketch comico dedicato a una celebrità, in onore del quarantesimo anniversario del Rowan & Martin's Laugh-In, show comico molto in voga negli anni '60. Le celebrità scelte dalle concorrenti sono state:

| Team          | Concorrente    | Celebrità Impersonata |
| ------------- | -------------- | --------------------- |
| Brown Flowers | Tammie Brown   | Tammy Faye            |
| Brown Flowers | Nina Flowers   | La Lupe               |
| Latrila       | Latrice Royale | Oprah Winfrey         |
| Latrila       | Manila Luzon   | Madonna               |
| Rujubee       | Raven          | Bea Arthur            |
| Rujubee       | Jujubee        | Fran Drescher         |
| Shad          | Shannel        | Lucille Ball          |
| Shad          | Chad Michaels  | Bette Davis           |
| Yarlexis      | Yara Sofia     | Charo                 |
| Yarlexis      | Alexis Mateo   | Shakira               |

Il team Brown Flowers e il team Latrila sono i peggiori della puntata, mentre il team Yarlexis vince la sfida.
- L'eliminazione: Il team Brown Flowers e il team Latrila vengono chiamate ad esibirsi sulla canzone There's No Business Like Show Business di Ethel Merman. Il team Latrila si salva mentre il team Brown Flowers viene eliminato dalla competizione.

### Episodio 3 -Queens Behaving Badly
I giudici ospiti della puntata sono Rachel Dratch e Janice Dickinson.
- La mini sfida: Per la mini sfida, le concorrenti devono farsi un autoritratto fotografico, posando struccate, da uomini, in modo sexy. Vince il team Yarlexis.
- La sfida principale: Come sfida principale ogni queen, sotto la direzione del loro partner tramite un auricolare, deve dirigersi a Hollywood Boulevard e convincere i passanti a partecipare a scherzi, ad esempio schiaffeggiare le queen con una mano di gommapiuma o permettendo alle queen di spruzzare panna montata giù nei pantaloni del passante. Ad ogni scherzo è assegnato un valore in punti. Il team Rujubee e Latrila è il peggiore della puntata, mentre il team Shad vince la sfida.
- L'eliminazione: Il team Rujubee e Latrila è chiamato ad esibirsi con la canzone Nasty di Janet Jackson. Il team Rujubee si salva mentre il team Latrila viene eliminato dalla competizione.

### Episodio 4 -All Star Girl Groups
I giudici ospiti della puntata sono Mary Wilson e Rosie Perez.
- La mini sfida: Per la mini sfida, le concorrenti dovranno "leggersi" a vicenda, ovvero dirsi qualcosa di cattivo l'un l'altra ma in modo scherzoso, usando inoltre uno stile da cheerleader. I vincitori della mini sfida è il team Yarlexis.
- La sfida principale: Come sfida principale le concorrenti devono fare un makeover su delle figlie di persone famose, ed esibirsi sul palco principale come un girl group. Ad ogni coppia è attribuito un brano di RuPaul per l'esibizione. Il team Shad si esibirà con Glamazon, il team Yarlexis si esibirà con Cover Girl, e infine, il team Rujubee si esibirà con Jealous of My Boogie.

| Team     | Sorella in Drag Vero Nome | Nome Girl Group |
| -------- | ------------------------- | --------------- |
| Shad     | Jillian Hervey            | Savage Sisters  |
| Yarlexis | Kady Z                    | Fanny Shosha    |
| Rujubee  | Kelly Osbourne            | V3              |

Il team Rujubee e Yarlexis è il peggiore della puntata, mentre il team Shad vince la sfida.
- L'eliminazione: Il team Rujubee e Yarlexis vengono chiamate ad esibirsi con la canzone Don't Cha delle Pussycat Dolls. Il team Rujubee si salva mentre Il team Yarlexis viene eliminato dalla competizione.

### Episodio 5 -Dynamic Drag Duos
I giudici ospiti della puntata sono Wendi McClendon-Lovey ed Elvira, Padrona dell'Oscurità.
- La mini sfida: Per la mini sfida, le coppie finaliste dovranno giocare a basketball, e la coppia che farà più canestri in drag vince. Vince il team Rujubee, che riceve come premio una telefonata verso casa.
- La sfida principale: Per la sfida principale, i team creano una storia su un Supereroe e un Supercattivo, dove racconteranno le loro origini, i loro ideali e, ovviamente, i loro superpoteri. Chad e Jujubee saranno i supereroi delle loro squadre, mentre Raven e Shannel interpreteranno i supercattivi. Rupaul, inoltre, annuncia che i componenti della coppia peggiore andranno all'eliminazione e solo una delle queen accederà alla finale. Il team Rujubee è il peggiore della puntata, mentre il team Shad vinse la sfida e accede alla finale.
- L'eliminazione: Jujubee e Raven vengono chiamate ad esibirsi con la canzone Dancing on My Own di Robyn. Dopo un'esibizione commovente da parte di entrambe, RuPaul decidere di non eliminare nessuno e che quindi sia Raven che Jujubee accedono alla finale.

### Episodio 6 -The Grand Finale
I giudici ospiti della puntata sono Beth Ditto e Cheri Oteri.
Per la loro sfida finale, le quattro finaliste devono completare una serie di attività in un ristretto limite di tempo, come nella giornata piena di una vera celebrity: recarsi in vari locali distanti pochi minuti l'uno dall'altro ed esibirsi in vari spettacoli, prendere parte ad un'intervista di gruppo, presenziare ad una cerimonia presso il fast food Hamburger's Mary per ritirare un premio in loro onore, e infine esibirsi in uno spettacolo comico davanti ad un pubblico live. In studio, le concorrenti devono poi sfilare per l'ultima volta nel loro outfit migliore. RuPaul chiede alle singole concorrenti di dare critiche sia positive che negative alle altre. Dopo i giudizi Shannel e Jujubee vengono eliminate, lasciando Chad e Raven come finaliste. Le due devono esibirsi in playback sulle note di Responsitrannity (Matt's Pop Edit). Dopo l'esibizione RuPaul decide che Chad Michaels è la vincitrice della prima edizione di RuPaul's Drag Race All Stars.